# Eugreeniella pulchra
Eugreeniella pulchra är en insektsart som först beskrevs av Green 1905.  Eugreeniella pulchra ingår i släktet Eugreeniella och familjen pansarsköldlöss. Inga underarter finns listade i Catalogue of Life.